# Amin Maalouf

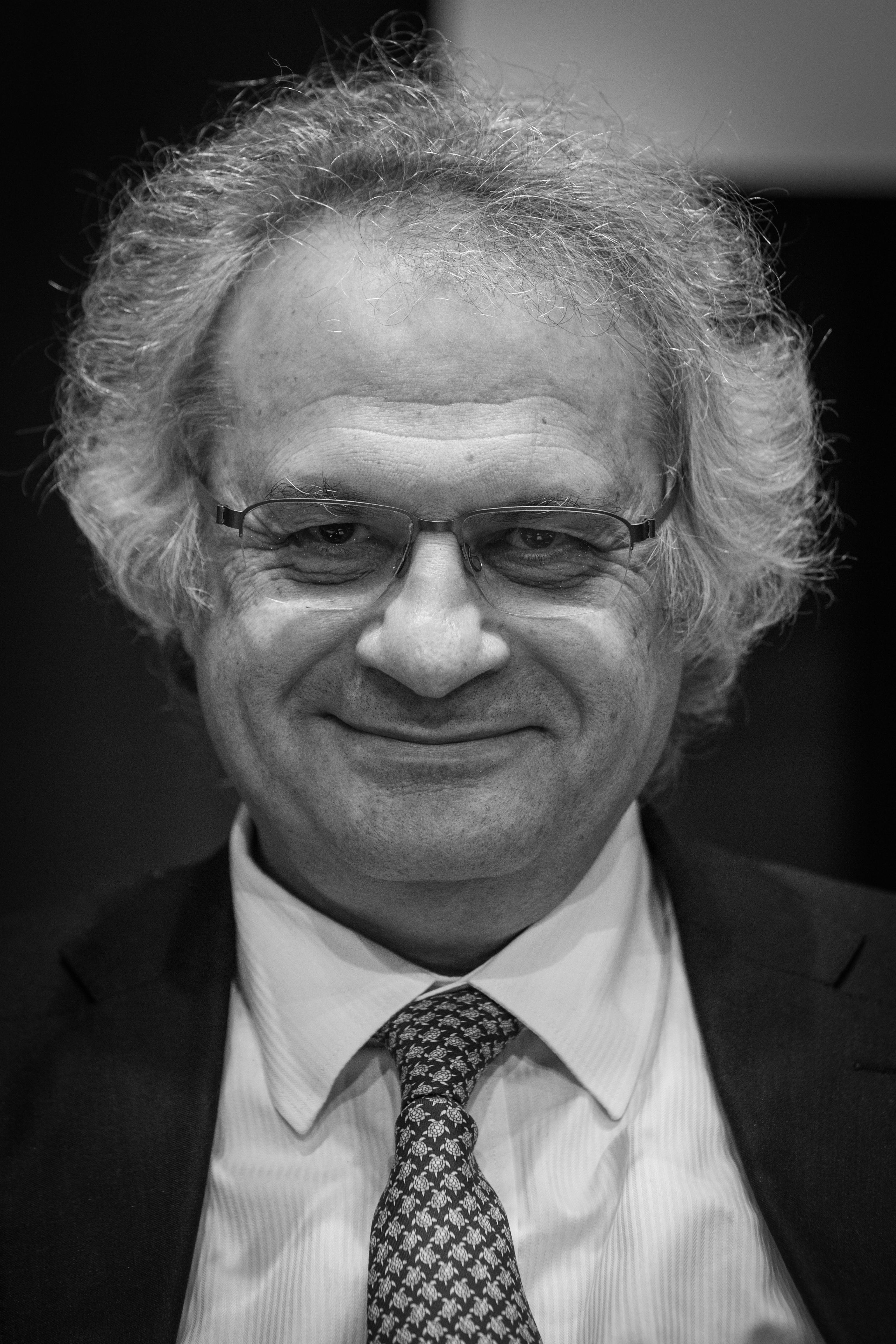
Amin Maalouf v roce 2013

Amin Maalouf (arabsky أمين معلوف; narozen 28. února 1949 Bejrút) je francouzsky píšící libanonský spisovatel, od roku 1976 žijící ve Francii. V Libanonu pracoval jako novinář pro arabsky psaný tisk, po vypuknutí občanské války emigroval do Francie, kde začal psát eseje a romány ve francouzštině. V roce 1993 obdržel za román Le Rocher de Tanios (Taniosova skála, česky dosud nevyšlo) Goncourtovu cenu. V roce 2011 byl zvolen členem Francouzské akademie. Je strýcem trumpetisty Ibrahima Maaloufa.

## Život
Amin Maalouf se narodil do rodiny, která byla součástí libanonské melchitské řecko-katolické menšiny. Ačkoli se Maalouf k této komunitě tradičně hlásí, nepovažuje se "za člena žádného společenství věřících". Maaloufovi předci mají kořeny z otcovy strany v Turecku (Adana, Istanbul), z matčiny v Egyptě (Káhira). Maalouf se narodil a do roku 1975 žil v Bejrútu, avšak útlé dětství (do roku 1952) prožil v Káhiře, z níž rodina musela odejít v souvislosti Násirovým vojenským převratem. Letní měsíce rodina trávila na venkově (tzv. "v horách", tedy ve východní části země).
Maaloufův otec Ruchdi, známý libanonský novinář, byl presbyterián, studoval v angličtině a v rodině mluvil nejčastěji spisovnou arabštinou. V rodině Maaloufovy matky, Odette, se mluvilo egyptskou arabštinou a francouzsky. Maaloufův otec kvůli své ženě konvertoval ke katolicismu, a tak se Maaloufovi dostalo francouzského vzdělání v jezuitských vzdělávacích institucích v Bejrútu (nejprve v Collège Notre Dame de Jamhour a pak na Univerzitě Saint-Joseph). Od dětství měl vztah ke krásné literatuře, nejprve četl romány v arabštině, později také ve francouzštině a angličtině. Před odchodem z Libanonu měla v Maaloufově životě výhradní postavení arabština, nicméně už od mládí psal také osobní texty (deníkové záznamy, dopisy) ve francouzštině.
Vystudoval sociologii a ekonomii na Univerzitě Saint-Joseph (Université Saint-Joseph de Beyrouth), od roku 1971 začal publikovat články v libanonském arabsky psaném deníku An-Nahar. Jako zahraniční reportér cestoval do Afriky a Asie, informoval mimo jiné o pádu etiopské monarchie v roce 1974 nebo bitvě o Saigon z roku 1975.
V roce 1971 se Maalouf oženil se studentkou speciální pedagogiky Andrée, mají spolu tři děti (Ruchdi, Tarek, Ziad).
13. dubna 1975 se v těsném sousedství jejich tehdejšího bydliště na předměstí Bejrútu odehrál incident, který je obecně považován za počátek libanonské občanské války. Válečné události donutily Maaloufovi nejprve odejít na venkov, později se Maalouf rozhodl emigrovat do Francie. 16. června 1976 přes Kypr odplul do Francie, jeho žena, děti a tchyně za ním do Paříže přijeli v září. Maalouf mezitím zajistil rodině bydlení a našel si práci jako redaktor v ekonomickém měsíčníku. Později se stal šéfredaktorem týdeníku Jeune Afrique (Mladá Afrika).
Teprve v roce 1981 podepsal Maalouf svoji první smlouvu na vydání literárního díla, historického eseje Les Croisades vues par les Arabes (Křížové výpravy očima Arabů), který vyšel v roce 1983 v nakladatelství Jean-Claude Lattès. O tři roky později vydal svůj první román Léon l'Africain (1986, Leo Africanus) o životě andaluského cestovatele 16. století, a začal se plně věnovat literatuře. Píše romány, nejčastěji historické, eseje určené nejširšímu publiku a operní libreta. Všechna díla píše ve francouzštině. Maaloufova díla jsou přeložena do více než dvaceti jazyků, za svá díla získal mnoho francouzských i mezinárodních ocenění.
V roce 1993 obdržel Maalouf nejvýznamnější francouzské literární ocenění, Goncourtovu cenu, za román Le Rocher de Tanios (1993, Taniosova skála), který se odehrává v libanonských horách a je částečně inspirovaný rodinnou historií a Maaloufovým dětstvím.
V roce 2007 se stal jedním ze signatářů manifestu Pour une littérature-monde en français (Za světovou literaturu ve francouzštině), v němž je kritizován zastaralý přístup k francouzsky psané literatuře, který důsledně rozlišuje autory podle jejich původu na francouzské a frankofonní.
V letech 2007-2008 předsedal skupině intelektuálů, kteří měli za cíl poskytnout Evropské komisi poradenství v oblasti přínosu mnohojazyčnosti pro mezikulturní dialog. Výsledkem setkání byla zpráva Mnohojazyčnost: přínos a závazek
23. června 2011 byl zvolen do Francouzské akademie do křesla číslo 29, které se uvolnilo po smrti Claude Lévi-Strausse.

## Dílo

### Romány
- Léon l'Africain (1986, Leo Afričan) Fiktivní autobiografie původem andaluského cestovatele, učence a geografa ze 16. století Hasana ibn Muhammada al-Wazzána, známého v Evropě také jako Joannes Leo de Medicis.
- Samarcande (1988, Samarkand) V první části románu životopis perského básníka a učence 11. století Omara Chajjáma, ve druhé části románu hledání Chajjámova rukopisu na pozadí íránské konstituční revoluce.
- Les Jardins de lumière (1991, Zahrady světla) Románová biografie perského proroka ze 3. století Máního, zakladatele manicheismu.
- Le Premier Siècle après Béatrice (1992, První století po Béatrice) Sci-fi román[11] o světě, v němž se díky tajemné pilulce rodí výrazně více chlapců než dívek a společnost se postupně destabilizuje.
- La Rocher de Tanios (1993, Taniosova skála) Román inspirovaný legendární postavou libanonské historie první poloviny 19. století.
- Les Échelles du Levant (1996, Levantské přístavy) Vypravěč popisuje své setkání s Ossyanem a vypráví jeho osudy spojené nejprve s francouzským odbojem, později s izraelsko-palestinským konfliktem.
- Le Périple de Baldassare (2000; česky Baltazarovo putování, 2003 ISBN 80-7021-621-2[12]) Historický román o levantském obchodníkovi ze 17. století, který se vydává hledat tajemnou knihu mající moc zachránit svět před konečnou zkázou.
- Les Désorientés (2012, Zmatení) Román inspirovaný životem autora, v němž se hlavní hrdina vrací po 25 letech strávených v exilu do své rodné země na Blízkém východě.

### Eseje
- Les Croisades vues par les Arabes (1983, Křížové výpravy očima Arabů)
- Les Identités meurtrières (1998, Vražedné identity) Esej zabývající se krizí identity v moderním (arabském) světě a konflikty, které z tohoto stavu vyplývají.
- Origines (2004, Počátky) Historie Maaloufovy rodiny.
- Le Dérèglement du monde: Quand nos civilisations s'épuisent (2009; česky Nezkrotitelná planeta: Když se naše civilizace vyčerpaly, 2014 ISBN 978-80-7407-225-3)
- Un fauteuil sur la Seine : Quatre siècles d'histoire de France (2016, Křeslo na Seině/scéně: Čtyři století francouzských dějin) Životopisy osmnácti osobností, které před Maaloufem usedly do křesla 29 Francouzské akademie.
- Le Naufrage des civilisations (2019, Ztroskotání civilizací) Esej volně navazující na úvahy z Les Identités meurtrières a Le Dérèglement du monde).

### Libreta
- L'Amour de loin (premiéra opery v r. 2000 na Salcburském festivalu, česká premiéra v r. 2017 v Brně, Láska na dálku) Opera inspirovaná legendou o životě trubadúra Jaufrého Rudela z 12. století.
- Adriana Mater (premiéra opery v r. 2006 v Paříži) Témata mateřství, rodinných vztahů a předurčení na pozadí občanské války.
- La Passion de Simon (premiéra oratoria v r. 2006 ve Vídni, Utrpení Simony) Oratorium o životě filozofky a mystičky Simone Weil.
- Émilie (premiéra opery v r. 2010 v Lyonu) Život matematičky, fyzičky a filozofky markýzy du Châtelet.

Všechna libreta byla napsána pro opery (resp. oratorium) finské skladatelky Kaiji Saariaho.